# Call Me Irresponsible
Call Me Irresponsible é o quinto álbum de estúdio, e o terceiro por uma grande gravadora, lançado pelo cantor canadense-italiano Michael Bublé. O álbum foi lançado em 1 de maio de 2007 pela 143 Records e a Reprise, e ganhou o prêmio de Melhor Álbum Vocal de Pop Tradicional no 50.º Grammy Awards.

## Lançamento
O primeiro single do álbum, "Everything", chegou ao 46º lugar na parda estadunidense Billboard Hot 100, a canção mais bem colocada de Bublé até "Haven't Met You Yet" tornar-se sua primeira canção a alcançar o Top 40, em 2009. O single também estreou em número 3 na parada canadense BDS Airplay, e agora detém o recorde de maior estreia de todos os tempos naquela parada. A canção também alcançou o número 19 na parada australiana ARIA Singles. Bublé apareceu na 6ª temporada do American Idol, para cantar "Call Me Irresponsible", quando o cantor Tony Bennett, com quem já havia colaborado antes no álbum Duets: An American Classic (2006), não pôde comparecer. 
Na segunda-feira, 23 de abril de 2007, os membros do fã clube oficial de Bublé, Bungalow B, receberam uma festa exclusiva para ouvir as faixas do álbum e assistirem a um clip de "Lost", a segunda canção original de Bublé. Nesse dia, o site oficial do cantor também recebeu uma reforma para combinar com seu próximo álbum, e seu canal oficial no YouTube lançou o vídeo do primeiro single. O canal também incluiu vídeos dos bastidores e pequenos trechos de vídeos usados para fazer vários comerciais e clipes de pré-visualização. O álbum inteiro vazou pouco antes do seu lançamento oficial. Este álbum ganhou o Grammy de Melhor Álbum Vocal de Pop Tradicional em 2007.

## Lista de faixas
| Edição padrão  |                                               |                                                 |                              |         |  |
| N.º            | Título                                        | Compositor(es)                                  | Produtor(es)                 | Duração |  |
| 1.             | "The Best Is Yet to Come"                     | Cy Coleman Carolyn Leigh                        | David Foster Humberto Gatica | 3:05    |  |
| 2.             | "It Had Better Be Tonight" ("Meglio Stasera") | Henry N. Mancini Johnny Mercer Franco Migliacci | Foster Gatica                | 3:06    |  |
| 3.             | "Me and Mrs. Jones"                           | Leon Huff Kenneth Gamble Cary Gilbert           | Foster Gatica                | 4:33    |  |
| 4.             | "I'm Your Man"                                | Leonard Cohen                                   | Foster Gatica                | 4:59    |  |
| 5.             | "Comin' Home Baby" (dueto com Boyz II Men)    | Robert L. Dorough Benjamin M. Tucker            | Foster Gatica                | 3:27    |  |
| 6.             | "Lost"                                        | Michael Bublé Jann Arden Alan Chang             | Foster Gatica                | 3:40    |  |
| 7.             | "Call Me Irresponsible"                       | Sammy Cahn Jimmy Van Heusen                     | Foster Gatica                | 3:16    |  |
| 8.             | "Wonderful Tonight" (dueto com Ivan Lins)     | Eric Clapton                                    | Foster Gatica                | 4:12    |  |
| 9.             | "Everything"                                  | Bublé Chang Amy Foster-Gillies                  | Bob Rock                     | 3:31    |  |
| 10.            | "I've Got the World on a String"              | Harold Arlen Ted Koehler                        | Foster Gatica                | 2:47    |  |
| 11.            | "Always on My Mind"                           | Mark James Wayne Thompson John Christopher      | Foster Gatica                | 4:30    |  |
| 12.            | "That's Life"                                 | Kelly Gordon Dean Thompson                      | Foster Gatica                | 4:15    |  |
| 13.            | "Dream"                                       | Johnny Mercer                                   | Foster Gatica                | 5:06    |  |
| Duração total: | Duração total:                                | Duração total:                                  | Duração total:               | 50:27   |  |

| Faixa bônus da edição especial |                |                            |                |         |  |
| N.º                            | Título         | Compositor(es)             | Produtor(es)   | Duração |  |
| 14.                            | "LOVE"         | Milt Gabler Bert Kaempfert | Foster Gatica  | 2:50    |  |
| Duração total:                 | Duração total: | Duração total:             | Duração total: | 53:17   |  |

| Faixa bônus da edição especial japonesa |                                           |                         |                |         |  |
| N.º                                     | Título                                    | Compositor(es)          | Produtor(es)   | Duração |  |
| 14.                                     | "These Foolish Things (Remind Me of You)" | Maschwitz Jack Strachey | Foster Gatica  | 4:48    |  |
| Duração total:                          | Duração total:                            | Duração total:          | Duração total: | 55:15   |  |